# 辻村晃佑
辻村 晃佑（つじむら こうすけ、2002年3月7日 - ）は、日本の男性モデル。愛称は、つーじー。
キャロット所属。テレビドラマ『ほんとにあった怖い話』ほん怖クラブメンバー（出演期間2010年 - 2014年）、バラエティ『Let's天才てれびくん』てれび戦士（出演期間2014年度 - 2015年度）で知られる。

## 略歴
- 2004年 - モデルとして芸能界にデビュー。

## 出演

### その他のテレビ番組
- サタデーバリューフィーバー「超異色対談〜お会いできて光栄です〜」（2011年9月17日、日本テレビ）
- ハイスクールQ・ニュースを学ぶクイズ（2018年、BSジャパン）

### テレビドラマ
- カスペ!「ほんとにあった怖い話 夏の特別編（2010年、フジテレビ）ほん怖クラブメンバー
- ほんとにあった怖い話 夏の特別編2011（2011年、フジテレビ）ほん怖クラブメンバー
- ほんとにあった怖い話 夏の特別編2012（2012年、フジテレビ）ほん怖クラブメンバー
- ほんとにあった怖い話 夏の特別編2013（2013年、フジテレビ）ほん怖クラブメンバー
- ほんとにあった怖い話 15周年スペシャル（2014年、フジテレビ）ほん怖クラブメンバー

### バラエティ
- Let's天才てれびくん（2014年3月31日 - 2016年3月31日、Eテレ）てれび戦士

### CM
- イトーヨーカ堂（2004年）スチールチラシ
- イオン（2005年）スチールチラシ
- カルピス（2008年 - 2009年）
- 氣志團「GIGAT THE BUDOKAN -鼓動-」VP（2009年）ライブ用映像
- ミツカン、やるじゃん!すし酢 カップずし篇（2010年 - 2011年）
- 公文式、先生の仕事（2011年 - 2012年）
- シャープ、BIG PAD（2012年 - 2013年）
- ACジャパン、イイトコメガネ（2013年 - 2014年）
- スマートニュース（2017年 - 2018年）

### ネット配信
- パナソニック太陽光発電「学芸会おひさま学校」篇（2012年 - 2013年）
- スクール21社内誌（2017年）スチール